# 周俊 (科学家)
周俊（1932年2月5日—2020年3月27日），男，江苏东台人，中国植物资源与植物化学家，中国科学院昆明植物研究所研究员，中国科学院院士。

## 生平
1932年2月5日，周俊出生于江苏省东台县富安镇崔念乡吴家坝。1958年毕业于上海华东化工学院制药工程专业。
1999年当选为中国科学院院士。
2020年3月27日在云南昆明逝世。